# Brad Johnson (actor)
Brad Johnson (23 de julio de 1924-4 de abril de 1981) fue un actor cinematográfico y televisivo estadounidense, recordado principalmente por su trabajo como Ayudante Lofty Craig en la serie western de la década de 1950 Annie Oakley.

## Biografía
Su verdadero nombre era Elmer Bradley Johnson, y nació en el Condado de Yuba, en California. 
Uno de sus primeros papeles como actor le llegó a los 27 años de edad cuando interpretó a un estudiante en el film de Ronald Reagan Bedtime for Bonzo (1951). Al año siguiente tuvo un papel sin créditos en la película de Cecil B. DeMille El mayor espectáculo del mundo, con Charlton Heston. 
En la época en la que actuaba en Annie Oakley, Johnson trabajaba como artista invitado en diferentes series, casi todas de género western. Entre ellas figuraban The Cisco Kid, The Range Rider, Cowboy G-Men, Stories of the Century, Circus Boy, Rescue 8, State Trooper, y Las aventuras de Rin tin tin, en la cual actuó como John Quinn en el episodio "The Iron Horse" (1955) y como Tom Buckner en "Rin Tin Tin and the Second Chance" (1956).
Johnson actuó en todos los ochenta y un capítulos de Annie Oakley, producción de la compañía de Gene Autry Flying A Production. En la serie trabajaba junto a Gail Davis y Jimmy Hawkins.
Johnson interpretó a Ed Masterson (hermano de Bat Masterson) en el episodio de 1957 "The Nice Ones Always Die First", perteneciente a la serie western de la ABC The Life and Legend of Wyatt Earp, protagonizada por Hugh O'Brian. En 1958 fue Hurley Abbott en el capítulo "The Underdog", en la misma serie. En 1959 interpretó a Joe Shields en "Wild Cargo", entrega de la serie de Dale Robertson Tales of Wells Fargo. Ese mismo año encarnó a “Hardin” en "Trouble at Tres Cruces", dentro del programa de la CBS Dick Powell's Zane Grey Theater. También en 1959, Johnson fue el cowboy "Whip Johnson" en el episodio "Dennis and the Cowboy" de la sitcom de la CBS Dennis the Menace, protagonizada por Jay North.
Entre 1952 y 1960 Johnson actuó en cinco ocasiones en el show Death Valley Days, incluyendo el papel de Bill Tilghman en “The Wedding Dress” y el de Sheriff Tom Fuller en "Stagecoach Spy". En 1960 fue el Sheriff Dan Blaisdell en "Home Is the Brave", en la serie de Clint Walker para la ABC Cheyenne. Otros de sus papeles western fueron: Jim Reardon en "A Bullet for the Teacher" (1960), en la producción de la ABC Maverick; Will Eckhardt en “The Cathy Eckhardt Story”, junto a Susan Oliver, en el show de la NBC Wagon Train; Duke Huston en “Vigilantes of Montana”, para la serie de la NBC Overland Trail, con William Bendix y Doug McClure.
Johnson también actuó en tres series detectivescas: Bourbon Street Beat, Surfside 6 y 77 Sunset Strip. En 1964 actuó como Jim McDowell en "Doesn’t Anybody Know Who I Am?", del programa de la NBC Kraft Suspense Theatre. Su última interpretación tuvo lugar en la serie protagonizada por James Arness Gunsmoke, encarnando a Laskin en el episodio de 1967 “Cattle Barons”. 
Brad Johnson falleció en 1981, a los 56 años de edad, en Burbank, California.